# Polygala franciscii
Polygala franciscii är en jungfrulinsväxtart som beskrevs av Arthur Wallis Exell. Polygala franciscii ingår i släktet jungfrulinssläktet, och familjen jungfrulinsväxter. Inga underarter finns listade i Catalogue of Life.